# Wataru Takagi
Wataru Takagi (jap. 高木 渉 Takagi Wataru; ur. 25 lipca 1966 w Kimitsu) – japoński seiyū i aktor dubbingowy związany z grupą Arts Vision. W anime znany jest m.in. jako Genta Kojima w serii Detektyw Conan oraz jako Tobi/Obito Uchiha w serii Naruto Shippūden.
Znany jest również z dubbingowania głosu postaci Kaczora Daffy’ego w wersji japońskiej.

## Role

### Anime
- Detektyw Conan – Wataru Takagi, Genta Kojima
  - Detektyw Conan: Architekt zniszczenia
  - Detective Conan: The Fourteenth Target
  - Detective Conan: The Last Wizard of the Century
  - Detective Conan: Captured in Her Eyes
  - Detective Conan: Countdown to Heaven
  - Detective Conan: The Phantom of Baker Street
  - Detective Conan: Crossroad in the Ancient Capital
  - Detective Conan: Magician of the Silver Sky
  - Detective Conan: Strategy Above the Depths
  - Detective Conan: The Private Eyes’ Requiem
  - Detective Conan: Jolly Roger in the Deep Azure
  - Detective Conan: Full Score of Fear
  - Detective Conan: The Raven Chaser
  - Detective Conan: The Lost Ship in the Sky
  - Lupin III vs Detective Conan
  - Detective Conan: Quarter of Silence
  - Detective Conan: The Eleventh Striker
  - Detective Conan: Private Eye in the Distant Sea
  - Detective Conan: Dimensional Sniper
- Bleach – Ganju Shiba
- Great Teacher Onizuka – Eikichi Onizuka
- Naruto Shippūden – Tobi/Obito Uchiha
- Kidō Shinseiki Gundam X – Garrod Ran
- Hajime no Ippo – Masaru Aoki
- Yes! Pretty Cure 5 – Bunbee
- Król szamanów – Tokagerō
- Królewna Śnieżka – krasnal Weterynarz
- Hellsing – Leif
- One-Punch Man – Hammerhead
- Sailor Moon R – Rubeus
- Shiki – Tatsumi
- Samuraje z Pizza Kot – Gotton
- Slayers: Magiczni wojownicy – Valgaav

### Gry Naruto
- Naruto Shippuden: Ultimate Ninja Heroes 3 jako Tobi
- Naruto Shippuden: Ultimate Ninja Storm 2 jako Tobi
- Naruto Shippuden: Ultimate Ninja Storm Generations jako Tobi
- Naruto Shippuden: Ultimate Ninja Storm Revolution jako Obito Uchiha

## Japoński dubbing

### Seriale animowane
- 1981: Człowiek-Pająk i jego niezwykli przyjaciele jako Kapitan Ameryka
- 1994: Gdzie się podziała Carmen Sandiego? jako Zack
- 1999: Ed, Edd i Eddy jako Eddy
- 2003: Kaczor Dodgers jako Kaczor Dodgers
- 2001: The Looney Tunes Show jako Kaczor Daffy

### Filmy
- 1996: Kosmiczny mecz jako Kaczor Daffy
- 2002: Kopciuszek II: Spełnione marzenia jako piekarz
- 2002: Harry Potter i Komnata Tajemnic jako Zgredek
- 2010: Harry Potter i Insygnia Śmierci: Część I jako Zgredek
- 2013: Smerfy 2 jako Smerf Śmiałek